# Трубачёв, Павел Ефимович
Павел Ефимович Трубачёв (1910 — 1981) — советский военный деятель, специалист в области совершенствования системы контроля качества производства ракетно-космической техники, генерал-майор (1965).

## Биография
Родился 12 июня 1910 года в деревне Лычево, Псковской губернии.
В 1937 году после окончания Ленинградского горного института был призван в ряды РККА и направлен для обучения в Артиллерийской академии РККА имени Ф. Э. Дзержинского. С 1939 по 1940 год — помощник военного представителя и с 1940 года — военный представитель Завода № 259 НКБ СССР от Управления вооружения наземной артиллерии Главного артиллерийского управления Красной Армии.
С 1941 по 1945 год в период Великой Отечественной войны служил в центральном аппарате ГАУ РККА в должности старшего помощника начальника отделения и старшего помощника начальника отдела Управления вооружения гвардейских минометных частей, курировал и занимался работами связанными с испытанием, производством и принятием на вооружение ракетных установок. С 1945 по 1947 год в составе группы специалистов по изучению немецкой ракетной технике находился в Германии, работал совместно с создателями ракетно-космической техники, в том числе с В. П. Глушко, Б. Е. Черток, С. П. Королёвым и  Н. А. Пилюгиным.
С  1947 года — старший военный представитель НИИ-88 МВ СССР. С 1947 по 1961 год работал в ОКБ-1 под руководством академика С. П. Королёва в качестве районного инженера военного представительства. С 1961 по 1970 год служил в Главном управлении ракетного вооружения в должностях заместителя начальника
1-го управления, и с 1963 по 1970 год — начальника 4-го управления. В 1965 году Постановлением СМ СССР П. Е. Трубачёву было присвоено воинское звание генерал-майор. П. Е. Трубачёв внёс большой вклад в создание и совершенствование системы контроля за качеством производства ракетно-космической техники и в принятие на вооружение первых образцов управляемых баллистических ракет, в том числе двухступенчатой межконтинентальной баллистической ракеты Р-7, а также успешных запусков первых космических аппаратов.
Указами Президиума Верховного Совета СССР от 1956, 1957 и 1961 года П. Е. Трубачёв был трижды удостоен Ордена Ленина.
Скончался 19 декабря 1981 года в Москву, похоронен на Кунцевском кладбище.

## Награды
Основной источник:
- три Ордена Ленина (20.04.1956, 21.12.1957, 17.06.1961)
- Орден Отечественной войны II степени (18.11.1944)
- два ордена Красной Звезды (15.03.1943, 03.11.1953)
- «За боевые заслуги» (06.11.1947)
- Медаль «За оборону Москвы» (28.01.1945)
- Медаль «За победу над Германией в Великой Отечественной войне 1941—1945 гг.» (04.07.1945)